# Chabab Larache
Maillots
Le Club Chabab Larache (en arabe : نادي شباب العرائش), plus couramment abrégé en Chabab Larache, est un club marocain de football fondé en 1939 et basé dans la ville de Larache.
Le club évolue actuellement en 3e division du championnat marocain.

## Historique
Le club évolue en 1re division marocaine lors de la saison 1959-1960 puis lors de la saison 1960-1961.
Il obtient son meilleur classement en D1 lors de la saison 1959-1960, où il termine 10e du championnat, avec 7 victoires, 8 matchs nuls et 9 défaites.